# Rindino
Rindino (en rus: Рындино) és un poble de l'óblast de Kursk, a Rússia, que en el cens del 2010 tenia 66 habitants. Pertany al districte rural de Gorxétxnoie.